# Бекет-ата
Беке́т Мырзагу́лулы́ (каз. Бекет Мырзағұлұлы; 1750—1813), более известный как Бекет-ата́ и Пир Бекет (каз. Пір Бекет) — казахский религиозный деятель-суфий, просветитель и батыр, почитаемый как святой (аулие). Его жизнь связана с множеством народных легенд.

## Биография
Бекет-ата родился на территории современного Жылыойского района Атырауской области). Годы жизни достоверно неизвестны. В книге 1812 года «Рисолаи Хилфати Суфихо» теолога XIX века Мухаммада Мехригуна указывается, что Бекет родился в 1764 году. Эдуард Эверсман в 1826 году писал: «…Сей странный отшельник умер за 12 лет перед сим», то есть около 1814 года. Топограф Пётр Алексеев, проводивший опрос местного населения, в 1853 году писал, что Бекет «умер около 40 лет назад», то есть около 1813 года. Дата рождения высчитывается в связи с народными преданиями, что Бекет-ата дожил до возраста пророка Мухаммеда 63 года. Поэтому указание лет жизни Бекета-аты следует считать условным.
В юном возрасте самостоятельно обучался религии и естественным наукам. По преданию, когда Бекету было 14 лет и он стал нуждаться в духовном наставнике, его отец направил его к захоронению Шопан-ата, чтобы провести там ночь и получить благословение. В первую ночь во сне Бекету явился старец, который посоветовал возвращаться домой, так как ушедший в другой мир не может быть наставником живому. Но Бекет решил остаться на вторую ночь, и тогда Шопан-ата, вновь явившись к нему во сне, направил Бекета в Хиву, чтобы обучаться у знаменитого суфия Бакиржана-ходжи. В Хиве Бекет обучался и жил в медресе Шергази-хана в течение 7 лет, после чего вернулся домой на берега реки Эмбы и там стал обучать детей. По некоторым источникам, он обучался не в Хиве, а в Ургенче, а его учителя звали Пакыр Жаназа. Мухаммад Мехригун писал, что Бекет поступил на обучение к Саиду Мухамеду Бокиржону бобо в 1776 году, смог завоевать уважение преподавателей и учеников, за 2 года выучил наизусть Коран.
Считается, что имя Бекета стало боевым кличем (ураном), когда ему было 22—23 года. По легенде, ему приснился вещий сон, что на деревню через 2 дня нападёт туркменское войско из 500 воинов. Он предложил 50 всадникам затаиться на холме. Когда враги были близко, Бекет превратился в лебедя и полетел на них, и в это время начался сильный ветер. Казахские всадники быстро спустились с возвышенности, крича в качестве урана имя Бекета. В поднявшейся от ветра пыли врагам казалось, что казахских всадников не 50, а 500. Внезапная атака обратила туркменское войско в бегство, но Бекет предупредил кровопролитие, сказав, чтобы никто не убивал бегущих врагов.
Когда Бекет-ата был в возрасте около 40 лет, его учитель Бакиржан-ходжа выбрал Бекета в качестве пира (руководителя братства). Строил медресе и мечети в Мангышлакском, Атырауском и Устюртском регионах. Военный топограф Пётр Алексеев в 1853 году писал:
Первую пещеру на нагорном берегу выдолбил лет за 50 до настоящего времени киргиз адаевского рода мугалова отделения Бекет Байтеле, ежегодно приходивший с Усть-Урта на Эмбу для летнего кочевья. Здесь в свободное время он занимался обучением детей мужского пола татарской грамоте и закону божию, а в остальное время уединялся в свою пещеру для молитвы. Иногда оставался тут и зимовать один с ничтожным запасом пищи, достаточным одному киргизу не более как на один день, почему родственники его, приходившие сюда следующей весной с Усть-Урта, с удивлением находили оставленного не только живым, но и нисколько не похудевшим. Вся орда, повторяя множество баснословных рассказов и чудес из жизни это киргиза, почитает его святым. Он умер около 40 лет назад и похоронен на чинке Усть-Урта в уроч. Огланды, около соединения полуострова Мангишлака с Усть-Уртом. Рассказывают также, что сюда к могиле каждогодно собираются родственники покойного, молятся над прахом его и потом старший из трёх оставленных им сыновей влезает один в могилу и там бреет голову и подбривает усы у покойного отца, каждогодно вырастающие.
Бекет-ата похоронен в возведённой им подземной мечети в урочище Огланды на полуострове Мангышлак.

## Мечети Бекет-ата
Согласно народным легендам и большинству исследований Бекет-ата построил 4 подземные мечети: Акмечеть в Жылыойском районе, мечеть на территории некрополя Старый Бейнеу, мечеть в Огланды, мечеть в местности Тобыкты. По мнению потомка Бекета-аты и исследователя его жизни Ислама Мырзабекулы, всего было построено 7 мечетей.
Первое письменное упоминание мечетей Бекет-аты встречается у Эдуарда Эверсмана, который участвовал в военной экспедиции под руководством Фёдора Берга в 1826 году:
Небольшой отряд, ехавший в левой стороне вдоль по берегу, открыл в 10 вёрстах от места ночлега в рытвине пещеру, искусно выработанную в мергеле; она имела около 10 квадратных метров и весьма малое отверстие; стены, состоявшие из белого, крупнослоистого мергеля, были украшены персидскими, татарскими и арабскими надписями, кои, судя по приносимым мне обломкам, были надгробные, и тем вероятнее, что по близости находится кладбище, установленное многими, из камня выделанными памятниками. Строитель сей пещеры был некто богатый, набожный киргизец, по имени Бекет, которому в честь названа она обитателю благочестивого Бекета. Таких памятников, как говорят, соорудил он в жизнь свою четыре: другой находится неподалёку Мангышлака; третий верх по Эмбе, четвёртый — у Баяли, в соседстве Аральского моря. Он жил в них попеременно в течение четырёх времён года: в одном весною, в другом летом, в третьем осенью, в четвёртом зимою.
В народных преданиях упоминается, что Бекет построил первую подземную мечеть (Акмечеть) в возрасте 24 лет. В Акмечети похоронены отец Бекета — Мырзагул, мать Жания, дед Жаналы и сын Тогай.
Подземная мечеть Бекет-ата находится на плато Устюрт в урочище Огланды. Мечеть расположена в среднем ярусе массивной скалы, уступами спускающейся в заросший кустарником глубокий овраг. Мечеть вырублена в скале, состоит из пяти округлых в плане камер, в крайней юго-западной устроена михрабная ниша. В куполе северного помещения имеются световые отверстия, в нише развешаны рога архара. После смерти Бекет-ата был похоронен здесь же — в нише в северной камере. Мечеть является одним из известных мест паломничества в Казахстане. Рядом с мечетью есть родники и колодцы, которыми пользовался Бекет-ата.
Мечеть в Бейнеуском районе находится на территория некрополя и вырублена в массиве скального мыса. Главное помещение круглое с потолком в форме плоского купола. Подземная мечеть в Тобыкты вырублена в холме из мела и состоит из двух помещений. Потолок первого был обружен и сохранились только контуры входного проёма. Вторая камера овальная с вырубленным на потолке световым колодцем

## Семья
Происходит из рода адай племени байулы. Родословная Бекета-аты: Адай — Келимберды — Мунал — Жаулы — Коскулак — Жаналы — Мырзагул — Бекет. Мать Бекета — Жания Назаркожакызы происходила из рода кожа.
В семье помимо него было ещё трое сыновей (Алдаберген, Алдонгар, Мендикул) и две дочери (Апуаш и Акмандай).
У самого Бекета-аты было пятеро сыновей: Байтели, Жайлау, Тогай, Байнияз, Кодар.

## Почитание
Мечети, построенные Бекетом, являются местами паломничества. В течение своей жизни Бекет-ата был известен, как батыр, просветитель, архитектор и одарённый человек. Он также проявлял мудрость при решении спорных вопросов с соседями-туркменами, что позволяло избегать конфликтов. Благодаря этим качествам, в народе закрепилось выражение «В Медине — Мухаммед, в Туркестане — Ходжа Ахмет, а в Мангистау — Бекет» (каз. «Мәдинада — Мұхаммед, Түркістанда — Қожа Ахмет, Маңғыстауда — Пір Бекет»).